# Валькенрід
Валькенрід (нім. Walkenried) — громада в Німеччині, розташована в землі Нижня Саксонія. Входить до складу району Геттінген. Центр об'єднання громад Валькенрід.
Площа — 12,23 км2. Населення становить 4333 ос. (станом на 31 грудня 2021).

## Галерея

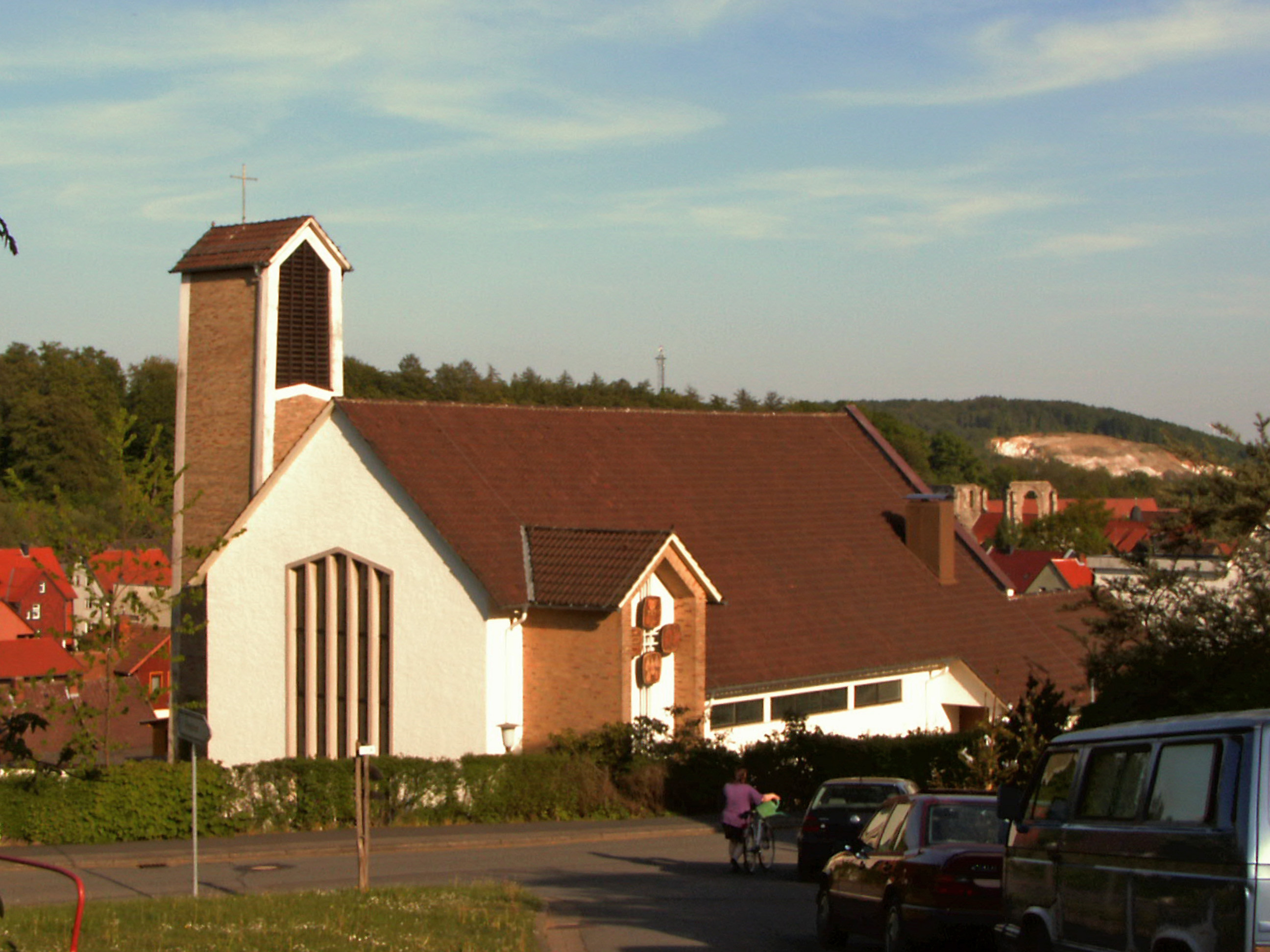
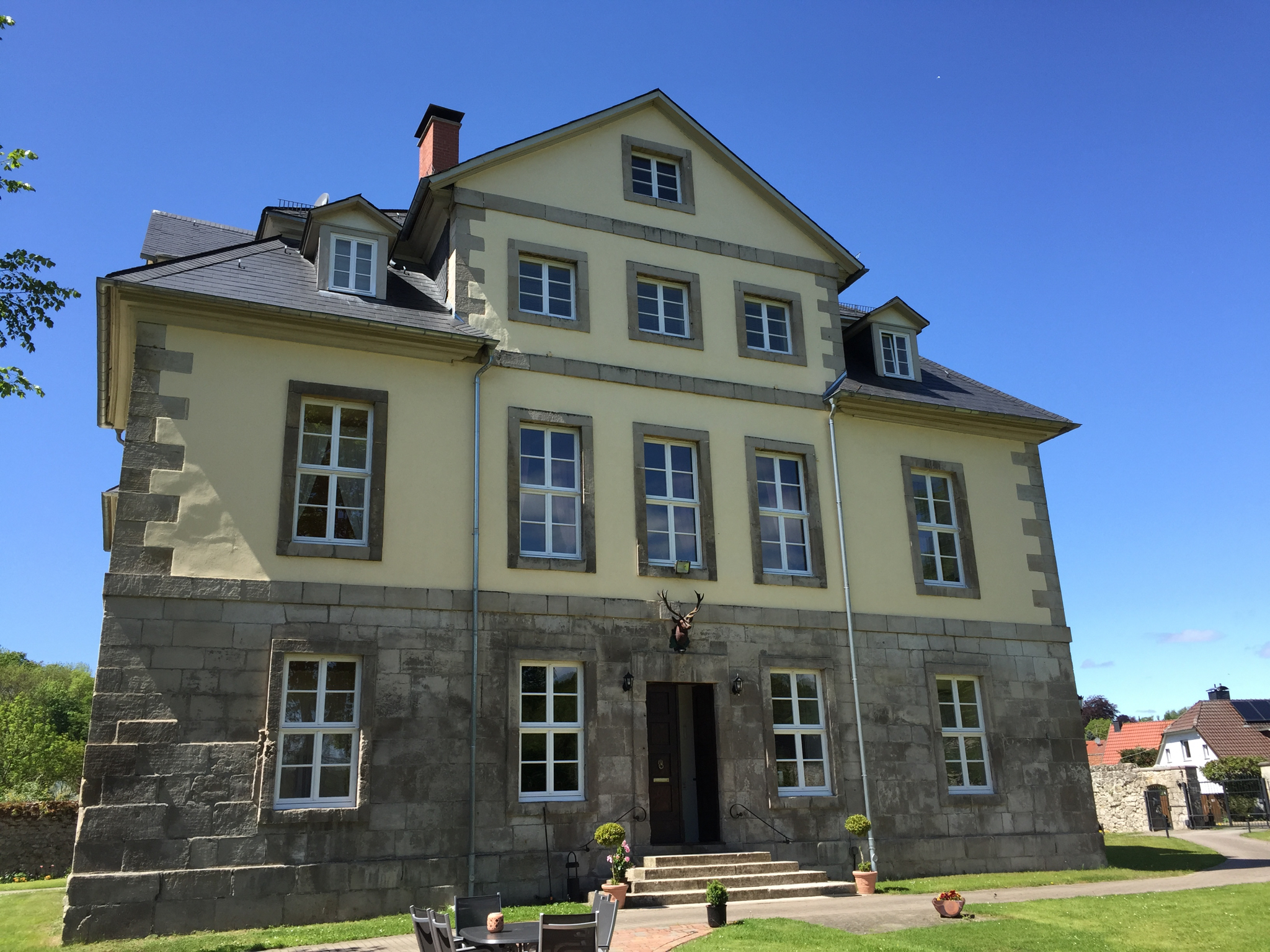
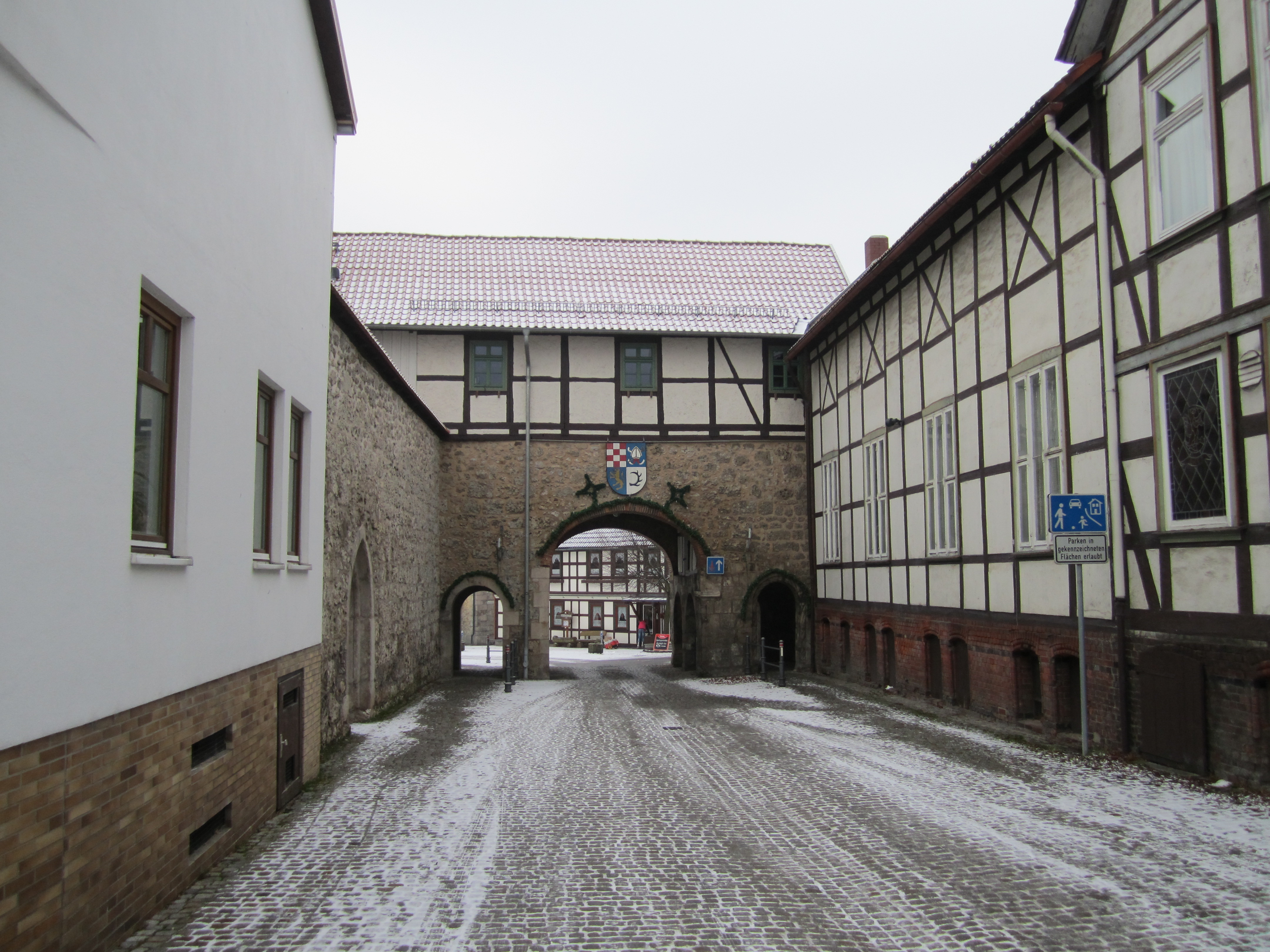
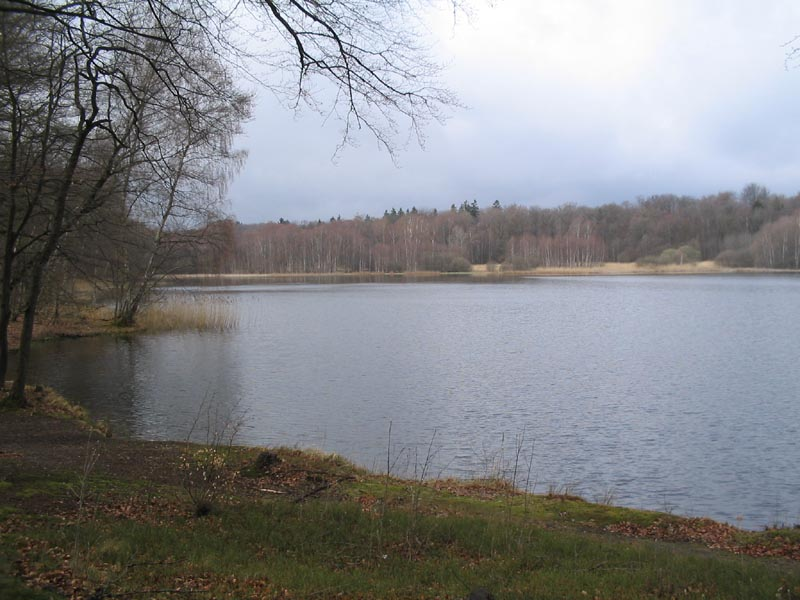